# Elisabetta Pierazzo
 Elisabetta Pierazzo (* 4. Juli 1963 in Noale, Italien; † 15. Mai 2011 in Tucson, Arizona) war eine italienische Planetologin. Sie war an der University of Arizona Expertin für die Modellierung von Einschlägen von Himmelskörpern.

## Leben und Werk
Pierazzo studierte Physik an der Universität von Padua und ging nach ihrem Abschluss 1988 an die University of Arizona. 1997 promovierte sie und ihre Abschlussarbeit wurde von der Universität von Arizona mit dem Gerard P. Kuiper Memorial Award ausgezeichnet. Als Senior Scientist am Planetary Science Institute in Tucson war sie eine Expertin auf dem Gebiet der Modellierung von Einschlägen im gesamten Sonnensystem sowie für die astrobiologischen und ökologischen Auswirkungen von Einschlägen auf Erde und Mars. Als Expertin des Barringer-Krater in Arizona trat sie in nationalen und internationalen Sendungen auf, darunter auch in National Geographic Specials. Sie war Mitherausgeberin der Zeitschrift Meteoritics & Planetary Science, prüfte Beiträge für wissenschaftliche Fachzeitschriften, organisierte Workshops und Tagungen und nahm an zahlreichen NASA-Überprüfungsgremien teil.

## Ehrungen

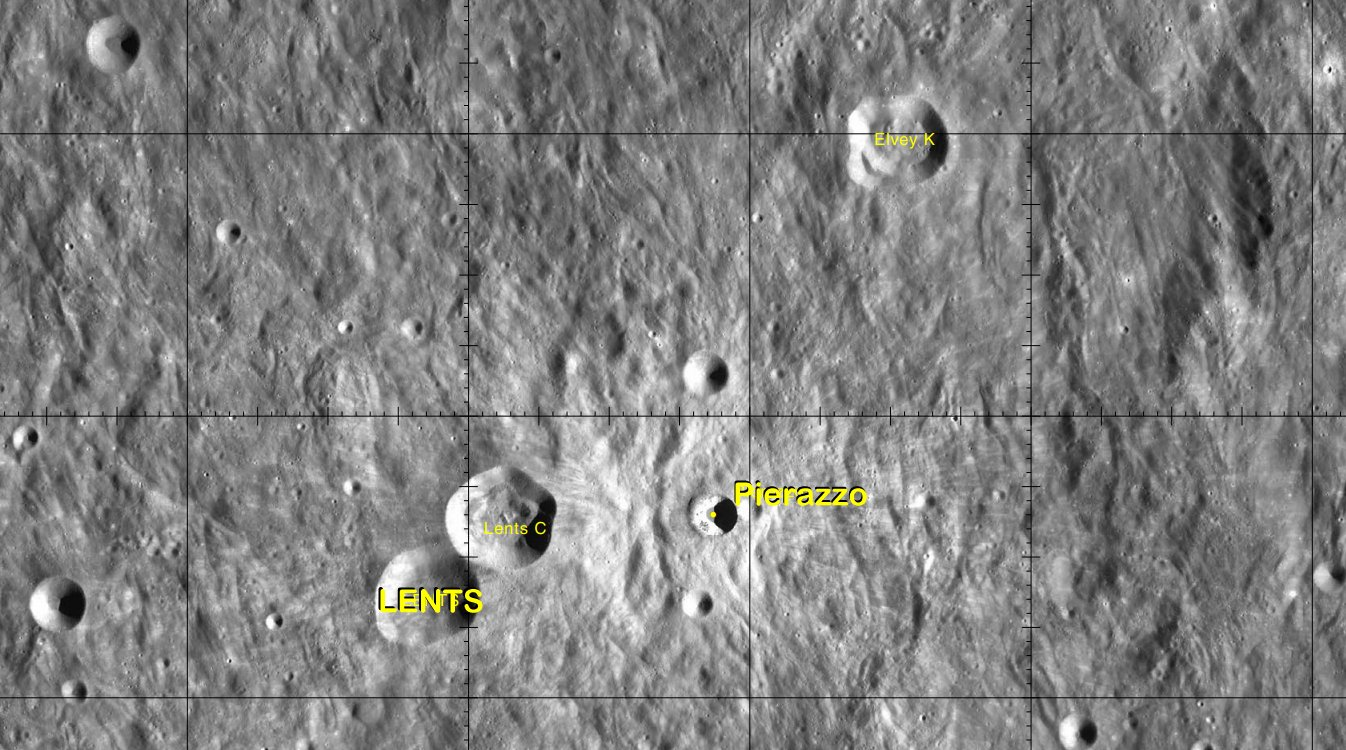
Mondkrater Pierazzo und Umgebung

Posthum wurde Pierazzo 2011 von der Internationalen Astronomischen Union mit einem nach ihr benannten Asteroiden (Minor Planet (15339) Pierazzo) ausgezeichnet. 2015 wurde zu ihren Ehren der Mondkrater Pierazzo nach ihr benannt. 2015 erhielt die Schule in ihrer Heimatstadt Noale ihren Namen: Elisabetta „Betty“ Pierazzo.

## Persönliches
2007 heiratete Pierazzo den Wissenschaftler Keith Powell.

## Publikationen
- G. R. Osinski; E. Pierazzo: Impact Cratering: Processes and Products, 2012, ISBN 978-1-118-44732-1